# Estomatomicose
A estomatomicose, conhecida popularmente como sapinhos, é uma doença parasitária devida ao desenvolvimento em certas mucosas, em particular a bucal, de um microrganismo. Tal doença manifesta-se sob a forma de placas de um branco cremoso e acompanha-se de reação ácida da saliva.
Dura cerca de 7 dias e afeta principalmente crianças, que quase não se alimentam no período crítico - 3º, 4º e 5º dias.
Pode ser tratada aplicando simplesmente limpando as placas com água gaseificada, à qual se pode juntar umas gotas de sumo de limão. Dar a comer bagas algo ácidas à criança também ajuda.